# Nikolaj (Sewastijanow)

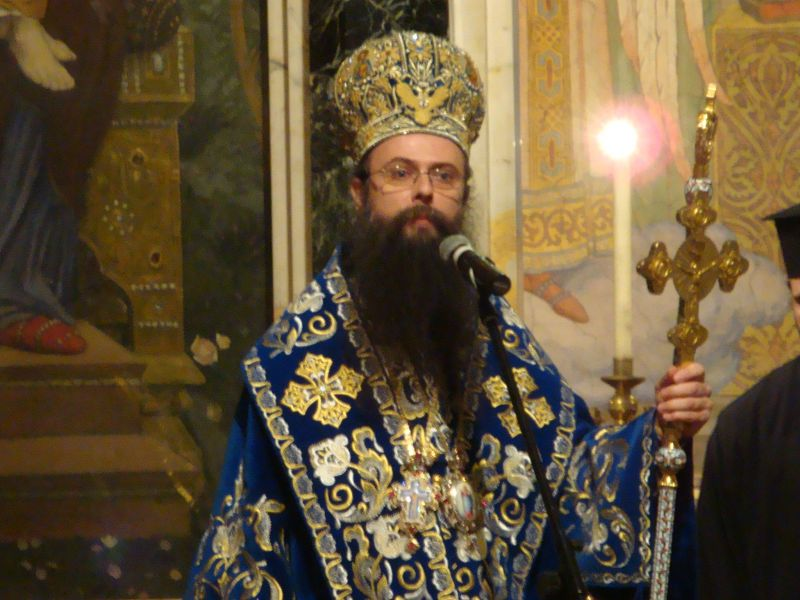
Metropolit Nikolaj während einer Messe

Nikolaj (bürgerlich: Nikolaj Metodiew Sewastijanow, auch Nikolay Metodiev Sevastiyanov geschrieben bulgarisch Николай Методиев Севастиянов; * 19. Juli 1969 in Sofia, Bulgarien) ist ein bulgarischer orthodoxer Geistlicher, Metropolit der Diözese Plowdiw der Bulgarisch-Orthodoxen Kirche, Mitglied des Heiligen Synods und ehemaliger Bischof der bulgarisch-Orthodoxen Diözese von West- und Mitteleuropa (2001–2007). Nach dem Tod von Patriarch Maxim stand Metropolit Nikolaj von 6. November bis 11. November 2012 auch der Diözese von Sofia vor.

## Biografie
Nach dem Abschluss des Gymnasiums besuchte Nikolaj Metodiew Sewastijanow ein Zweijahreskurs der Geistlichen Akademie Iwan Rilski in Sofia.
Nach seinem Abschluss an der Theologischen Fakultät der Universität St. Kliment von Ohrid in Sofia, setzte Nikolaj sein Studium an der Moskauer Geistlichen Akademie fort und erlangte dort den wissenschaftlichen Titel des „Kandidaten der theologischen Wissenschaft“.
Am 6. Dezember 1990 wurde er Mönch, am 17. Mai 1993 zum Priester und am 29. Juni 1993 zum Archimandrit geweiht. In dieser Zeit war Nikolaj in der Geistlichen Akademie Iwan Rilski als Lehrkraft und bei der Sofioter Metropolie als Protosyngel tätig.
Am 7. Juli 2001 wurde Nikolaj zum Bischof der bulgarisch-Orthodoxen Diözese von West- und Mitteleuropa geweiht und wurde Vikar des Metropoliten von Sofia. Nach dem Tod des Metropoliten Arsenij von Plowdiw Ende 2006, wurde Nikolaj am 4. Februar 2007 zum Metropoliten von Plowdiw geweiht und am 11. Februar des gleichen Jahres von der Heiligen Synode der Bulgarisch-Orthodoxen Kirche bestätigt.

## Ansichten

### Gesellschaft
Während eines Gottesdienstes in Kardschali im Jahre 2008 widersetzte er sich inbrünstig gegen Bulgariens Integration in die Europäische Union: Was nützt uns die Integration in die EU – [ist sie darum,] damit wir die Gay Paraden, die Paraden der Unzucht in den Städten nicht verbieten können? 2010 attackierte er die Gay Parade erneut. Metropolit Nikolaj hat die Diskotheken als Höhlen der Dämonen und der Unzucht, der Trunksucht und des Bösen verurteilt. Bei der Auszeichnung des Bürgermeisters der bulgarischen Großstadt Pasardschik, der die Zurschaustellung von Homosexualität verboten hatte, erklärte Nikolaj im Hinblick auf Lesben und Schwule am 6. September 2010: Es ist der Auftrag der Kirche, den Teufel zu verdammen, wenn er versucht, die heilige Ordnung zu vernichten.

### Unglück im Ohridsee
Eine Woche nach dem Konzert der Sängerin Madonna in Sofia am 29. August 2009 sind 15 Bulgaren im Ohridsee bei einem Schiffsunglück ertrunken. Während des Gebets für ihre Seelen hatte der Metropolit die Tragödie als Gottes Strafe gedeutet und sie auf den Verfall der Sitten, einschließlich des Konzerts der Sängerin Madonna am Tage der Enthauptung des Heiligen Johannes des Täufers, zurückgeführt. Er hat auch an den Widerstand der Bulgarisch-Orthodoxen Kirche gegen das Konzert erinnert.